# Jan Philip Solovej
Jan Philip Solovej (* 14. Juni 1961 in Kopenhagen) ist ein dänischer mathematischer Physiker und Mathematiker.

## Leben
Solovej erhielt 1985 seinen Kandidatentitel (Diplom) an der Universität Kopenhagen und wurde 1989 an der Princeton University bei Elliott Lieb promoviert (Universality in the Thomas-Fermi-von Weizsäcker Model of Atoms and Molecules). Als Post-Doktorand war er 1989/90 Visiting Assistant Professor an der University of Michigan und 1990 an der University of Toronto. 1991 war er am Institute for Advanced Study (und nochmals 2003/04) und 1991 bis 1995 Assistant Professor in der Mathematik-Fakultät der Princeton University. 1995 bis 1997 hatte er eine Forschungsprofessur an der Universität Aarhus und seit 1997 ist er Professor in der Fakultät für Mathematik an der Universität Kopenhagen. Er war 2007 Gastprofessor an der Ludwig-Maximilians-Universität München und 2005 an der Universität Paris (Dauphine). Seit 2016 ist er auch 
einer der Direktoren des VILLUM Centre of Excellence for the Mathematics of Quantum Theory.
Seit 2000 ist er Mitglied der Königlich Dänischen Akademie der Wissenschaften und Künste. 1998 bis 2006 war er Sekretär und Vizepräsident der Dänischen Mathematischen Gesellschaft. 2006 bis 2008 war er im Leitungsrat der International Association of Mathematical Physics (IAMP) und 2009 bis 2011 deren Sekretär. Seit 2023 ist er Präsident European Mathematical Society.
Er arbeitete unter anderem mit Elliott Lieb (er war Mitherausgeber von dessen Gesammelten Aufsätzen), Robert Seiringer, Jakob Yngvason, Heinz Siedentop, Christian Hainzl, I. M. Sigal, Gian Michele Graf, László Erdős, Michael Loss, Volker Bach, Michael Aizenman und Mathieu Lewin. 2004 war er Invited Speaker auf dem Europäischen Mathematikerkongress in Stockholm (Mathematical problems of large quantum systems) und 1996 auf dem in Budapest (Mathematical results on the structure of large atoms).
Er stellte 2003 verallgemeinerte Ionisierungs-Vermutungen für Atome auf, das heißt für das asymptotische Verhalten (Ladungszahl {\displaystyle Z\to \infty }) von Ionisierungsenergie und Atomradien bei m-fach ionisierten Atomen als Potenz der Ionisierungsladung m und bewies diese im Rahmen der Hartree-Fock-Theorie. Die übliche Ionisierungs-Vermutung, die eine asymptotische Abhängigkeit von {\displaystyle O(1)} für {\displaystyle Z\to \infty } verschiedener Größen wie Ionisierungsenergie und Atomradius behauptet, ist unbewiesen.
Er befasst sich mit mathematischen Fragen in relativistischer Quantenfeldtheorie, Atomphysik (unter anderem große Atome im Thomas-Fermi-Modell, Hartree-Fock-Theorie, Fragen der asymptotische Neutralität, der Ionisierungsenergie u. a.), Festkörperphysik (Bose-Einstein-Gas, Quantenpunkte, Heisenberg-Modell u. a.) und allgemein in quantenmechanischen Vielteilchensystemen (zum Beispiel Fragen der Stabilität der Materie unter verschiedenen Bedingungen nach Lieb-Thirring).
2020 wurde er zum Mitglied der Academia Europaea gewählt. 2021 erhielt Solovej einen Henri-Poincaré-Preis. 2022 war er eingeladener Sprecher auf dem Internationalen Mathematikerkongress (The ground state of quantum gases) und wurde Fellow der American Mathematical Society.
Er ist verheiratet und hat zwei Kinder.
Solovej ist Herausgeber des Journal of Mathematical Physics. Zu seinen Doktoranden gehört Phan Thành Nam.

## Schriften
- Stability of Matter. Artikel in: Francoise, Naber, Tsou (Hrsg.): Encyclopedia of Mathematical Physics. Elsevier 2006.
- Energy of Charged Matter. International Congress of Mathematical Physics 2003, Online.
- mit Lieb, Seiringer, Yngvason: The quantum mechanical many body problem: The Bose Gas. In: Michael Benedicks, Peter W. Jones, Stanislaw Smirnow (Hrsg.): Perspectives in Analysis. Essays in Honor of Lennart Carleson´s 75th birthday. Springer Verlag 2005, Mathematical Physics Studies, Band 27, S. 97–184.
- Asymptotic neutrality of diatomic molecules. Comm. Math. Phys., Band 131, 1990, S. 307–315.
- Proof of the ionization conjecture in a reduced Hartree Fock Model. Inventiones Mathematicae, Band 104, 1991, S. 291–311.
- The ionization conjecture in Hartree Fock Theory. Annals of Mathematics, Band 158, 2003, S. 509–576.
- mit M. B. Ruskai: Asymptotic neutrality of polyatomic molecules. In: Erik Balslev (Hrsg.): Schrödinger Operators. Lecture Notes in Physics 403, Springer Verlag 1992, S. 153–174.
- mit Lieb, Yngvason: Heavy atoms in the strong magnetic field of a neutron star. Phys. Rev. Lett., Band 69, 1992, S. 749–752.
- mit Lieb, M. Loss: Stability of matter in magnetic fields. Phys. Rev. Lett., Band 79, 1995, S. 985–989.
- mit Lieb, H. Siedentop: Stability of relativistic matter with magnetic fields. Physical Review Letters, Band 79, 1997, S. 1785.
- mit Volker Bach, Lieb, Loss: There are no unfilled shells in unrestricted Hartree-Fock-Theory. Phys. Rev. Lett., Band 72, 1994, S. 2981–2983.